# Taroudant
Taroudant (in berbero: Tarudant, ⵜⴰⵔⵓⴷⴰⵏⵜ, in arabo تارودانت‎?) è una città del Marocco, capoluogo della provincia omonima, nella regione di Souss-Massa. La città è anche conosciuta come Tārūdānt o Tarudannt.

## Società
La città è linguisticamente mista ed è sede sia di una comunità arabofona che di una berberofona. La città è stata poi storicamente sede di una cospicua comunità ebraica prevalentemente arabofona e parzialmente bilingue in berbero, che nel 1951 contava 950 membri, ridottisi oggi a pochi individui dopo l'emigrazione di massa verso Israele e Francia negli anni 1950 e 1960. Alcuni quartieri di Taroudant, come Derb El Andalous e Derb Ouled Bennouna, sono caratterizzati da un punto di vista architettonico e culturale da una forte influenza di al-Andalus, portatavi dagli immigrati musulmani andalusi.